# Дружба
Дру́жба — личные устойчивые отношения между людьми на основе симпатии, уважения, общих интересов, духовной близости, взаимной привязанности, понимания и доверия. Людей, связанных между собой дружбой, называют друзьями.
Дружба как явление выработана в процессе многовекового социального взаимодействия людей. Дружба изучается в социологии, социальной психологии, антропологии и философии. Были предложены различные теории дружбы, в частности теория социального обмена, теория справедливости, диалектика отношений и теория привязанности.

## Многоаспектность
Фердинанд Тённис выделил два вида социальных структур: основанную на непосредственной эмоциональной близости общину и основанное на рациональном расчёте и разделении труда общество. «Первый социолог дружбы» считал, что она является воплощением общинности, характерной для малых групп с недостаточно универсальными социальными связями в патриархальных условиях.
Зиммель же считал, что современный человек с усложнением своего внутреннего мира вынужден больше скрывать, поэтому можно говорить о дружбе разных сторон «Я»: с кем-то может связывать симпатия, с кем-то — интеллектуальные интересы, религиозные чувства или предрассудки, или общий жизненный опыт. В то же время потребность в интимной дружбе, по Зиммелю, возникает лишь в античности, когда появляется потребность в раскрытии своей личности.

### Детская дружба
Установление хороших дружеских отношений в молодом возрасте помогает ребёнку лучше адаптироваться в обществе в будущем.
Возраст первой детской дружбы — 3—5 лет, до этого дети общаются преимуществено с родителями. В возрасте около 4 лет дети начинают совместно играть, хотя это скорее не совместная игра, но игра рядом. Такая прагматичная сиюминутная дружба встречается иногда и у первоклассников. У дошкольников дружеские связи быстро создаются и быстро рвутся. Ребёнку сложно понять, почему кто-то думает не так, как он, и поступает вопреки его желанию. У старших дошкольников и младших школьников (приблизительно 5—9 лет) дружеские связи становятся менее прагматичными, ребёнок начинает дорожить дружбой и терпеть выходки товарищей. Тогда же появляется ревность в дружбе.
Понимание дружбы у детей, как правило, в большей степени сосредоточено на таких областях, как общие занятия, физическая близость и общие ожидания:498. Эти дружеские отношения дают возможность играть и практиковать саморегуляцию:246. Большинство детей склонны описывать дружбу в терминах таких вещей, как обмен, и дети чаще делятся с кем-то, кого они считают другом:246. По мере взросления дети становятся менее индивидуализированными и более осведомлены о других. Они получают способность сопереживать со своими друзьями, и им нравится играть в группах. Они также испытывают отторжение сверстников по мере того, как они проходят через средние детские годы. Установление хороших дружеских отношений в молодом возрасте помогает ребёнку лучше адаптироваться в обществе в будущем.
К возрасту 11—13 лет меняется подход к дружбе, она становится основанной на эмоциональной близости. В подростковом возрасте дружба становится «более щедрой, искренней, поддерживающей и спонтанной». Подростки, как правило, ищут сверстников, которые могут предоставить такие качества во взаимных отношениях, и избегают сверстников, чьё проблематичное поведение предполагает, что они не смогут удовлетворить эти потребности.
У подростков дружеские отношения начинают поддерживать акцент на общих ценностях, лояльности и общих интересах, а не на физических заботах, таких как близость и доступ к играм, которые более характерны для детства. Исследование, проведённое учёными из Университета Пердью, показало, что дружба, сложившаяся в период послешкольного образования, длится дольше, чем дружба, сложившаяся ранее.

### Дружба у взрослых
Дружба во взрослом возрасте обеспечивает дружеское общение, привязанность, а также эмоциональную поддержку и положительно влияет на психическое благополучие и улучшение физического здоровья. Взрослым может быть особенно трудно поддерживать значимые дружеские отношения на рабочем месте. На рабочем месте на поведение может влиять конкуренция, поэтому люди учатся скрывать уязвимости и причуды от коллег. Трудовая дружба часто приобретает транзакционный характер; трудно сказать, где заканчивается общение и начинается настоящая дружба. Большинство взрослых ценят финансовую безопасность своей работы больше, чем дружбу с коллегами. У большинства взрослых есть в среднем два близких друга. Многочисленные исследования с участием взрослых показывают, что дружба и другие поддерживающие отношения действительно повышают самооценку.
Наибольшее число друзей взрослый человек имеет в 20—25 лет, это период наибольшей социальной активности. К 30 годам качество общения начинает превалировать над его количеством, друзей становится меньше, зато остаются наиболее близкие.
С возрастом имеющиеся дружеские связи слабеют, и число друзей уменьшается, потому что новые дружеские связи устанавливаются всё реже. Чем человек старше, тем ему сложнее устанавливать новые социальные связи.
Одна из причин малого количества дружеских связей в зрелом возрасте — недостаточная длительность общения вне круга друзей. К примеру, американцы в среднем тратят на разговоры 41 минуту в день.

### Философский аспект
В Древней Греции символом неразлучной дружбы была дружба Диоскуров — Кастора и Полидевка (Поллукса). Согласно мифу, Полидевк, сын Зевса, не в силах перенести смерть своего брата и друга Кастора, погибшего в бою, просил отца послать ему смерть. Зевс позволил ему уделить брату половину своего бессмертия, и с тех пор Диоскуры проводили ночь в подземном царстве, а день — на Олимпе. Миф этот получил широкое распространение в Древней Греции, а в Древнем Риме даже чтили культ Диоскуров. Другой пример верной дружбы — отношения кузенов Пилада и Ореста.
Как говорил великий Сократ — «Без дружбы никакое общение между людьми не имеет ценности».
В Древнем мире были указаны основные признаки истинной дружбы — единомыслие, взаимная помощь в беде, искренность. Конфуций, например, учил:

Полезных друзей трое и вредных друзей трое.
Полезные друзья — это друг прямой, друг искренний и друг много слышавший.
Вредные друзья — это друг лицемерный, друг льстивый и друг болтливый…

В Древней Греции понятие дружбы становится предметом специальных философских и этических трактатов. Демокрит, Эпикур, Аристотель подчёркивали её земной, чувственный характер, способствующий достижению основной, по их мнению, цели жизни — разумного удовольствия. «Дружба, — говорил Эпикур, — обходит с пляской Вселенную, объявляя нам всем, чтобы мы пробуждались к прославлению счастливой жизни». Говоря о бескорыстном характере дружбы, Эпикур вместе с тем связывал её с пользой. «Всякая дружба желанна ради себя самой, а начало она берёт из пользы».
Со времени Эпикура эта идея становится традиционной для древнегреческой этики. В одном из своих ранних диалогов «Лисид» Платон указывал, что дружба возможна только между людьми добрыми и подобными друг другу. Добрые, по словам Платона, «…подобны и друзья между собою; злые же… никогда не бывают подобны самим себе, будто отуманенные и неустойчивые. А что неподобно самому себе и отличается от себя, то едва ли уже может уподобляться другому, или быть его другом». Для Платона, который различал любовь к телу и любовь к душе, дружба — это вид душевной любви, наиболее благородный и бескорыстный вид связи людей.
Развёрнутое учение о дружбе даёт и Аристотель в «Никомаховой этике». Аристотель различал три вида дружбы: дружбу, основанную на взаимной пользе; дружбу, преследующую удовольствие, и дружбу, основанную на добродетели. Первые два вида дружбы являются низшими; здесь люди любят не друг друга, а только ту пользу или то удовольствие, которое достигается в их общении. Такая дружба не может быть продолжительной, так как с исчезновением пользы или удовольствия исчезает и сама дружба. Истинная дружба — это дружба, основанная на добродетели. Здесь дружба имеет цель сама в себе и сохраняется до тех пор, пока люди, разделяющие её, остаются хорошими, добродетельными. Вместе с тем дружба, основанная на добродетели, включает в себя и взаимную пользу и удовольствие. Предполагая равенство участвующих в ней лиц, дружба тесно связана со справедливостью и теми условиями государственной жизни, в которой проявляется эта справедливость. «Дружба во всех формах государственного устройства проявляется настолько же, насколько справедливость». В соответствии с этим Аристотель утверждал, что при тираническом правлении дружба либо вовсе отсутствует, либо же занимает весьма незначительное место. «… Там не может быть дружбы, где нет ничего общего между правителем и управляемыми; нет места и справедливости…». Напротив, больше всего дружба проявляется в демократиях, так как здесь граждане, «… будучи равными, имеют много общих интересов». Совершенство общественной жизни состоит, по Аристотелю, в справедливости, соединённой с дружбой. Аристотель считал, что друзья есть то благо, которым в числе прочих должен обладать счастливый человек, целью дружбы он видел взаимное совершенствование в добродетели.
Средневековая религиозная этика лишает чувство дружбы общественного содержания, рассматривая его как один из видов сверхчувственной любви к Богу. Напротив, буржуазные этические учения видели основания дружбы в естественных наклонностях человека. Например, английский философ XVIII века А. Смит рассматривал дружбу как «результат… естественной симпатии». Французские просветители XVIII века, защищавшие принцип разумного эгоизма, связывали дружбу со всеобщим, естественным желанием людей «содействовать своему взаимному счастью», поскольку в дружбе согласуются индивидуальные интересы.
Социалисты-утописты XIX века, обосновывая принципы будущего идеального общества, указывали на дружбу как на одно из самых «возвышенных и облагораживающих человеческий характер» чувств. Они видели в дружбе совершенную любовь к людям, основанную на равенстве, свободном общении, солидарности и взаимном доверии всех членов общества. Ш. Фурье, отделяя дружбу от чувств «материального» и «распределительного» характера, относил её к страстям привязанности, к духовному началу. Согласно Фурье, дружба, преодолевая помехи корыстолюбия, семейных и сословных интересов, является силой, объединяющей всех людей в общество социальной гармонии. Подвергая резкой критике капиталистическое общество, утописты указывали, что господствующие в нём религия, недоверие, эгоизм и т. п. не благоприятствуют развитию свободного общения между людьми. Воспитание дружбы, как и других человеческих чувств, они связывали с устранением ложных представлений, порочных законов, с утверждением нового общественного строя.
В буржуазных учениях XX века проявляется тенденция к надвременному и абстрактному пониманию дружбы. Например, персоналист Р. Т. Флюэллинг заявляет, что высшим проявлением дружбы, охватывающим все её виды, является «великая дружба» — любовь к Богу и общение с ним. Некоторые представители бурж. микросоциологии рассматривают дружбу в качестве одного из первичных факторов, якобы определяющих «внутреннюю структуру общества». Дж. Морено в своей теории социометрии (socius — товарищ, metrum — измерение) трактует дружбу как определённую «социометрическую матрицу», лежащую в основе исследования форм коллективности.
Марксистская этика ставит дружбу в зависимость от социальных условий жизни людей, их потребностей и интересов. Марксисты считали, что только единство больших общественных целей и высоких интересов ведёт к глубокой и прочной дружбе. В эксплуататорском обществе образцы такой дружбы складываются в среде угнетённых масс, среди людей, борющихся за передовые общественные идеалы. Именно это объединило личной дружбой таких выдающихся людей, как А. И. Герцен и Н. П. Огарёв, В. Г. Белинский и Н. А. Некрасов, Н. Г. Чернышевский и Н. А. Добролюбов. В пример величайшей дружбы ставятся отношения К. Маркса и Ф. Энгельса, которые, по словам В. И. Ленина, превосходили «… самые трогательные сказания древних о человеческой дружбе». А. И. Герцен, вспоминая о своей дружбе с Н. П. Огарёвым, указывал на большое значение этого чувства в воспитании. «Мы воспитали друг друга, — говорил он. — Это первое чувство моё — Дружба. Оно мне дало его глубокую душу, из которой я мог черпать мысль как из океана…».

## Особенности
В отличие от кровнородственных отношений групповой солидарности, это межличностное отношение является индивидуально-избирательным (с взаимной привязанностью участников). Каждый человек сам выбирает, с кем ему дружить.
Для развития дружбы могут быть необходимы:
- взаимная симпатия (приятность взаимного общения)
- взаимопонимание
- открытость
- откровенность, искренность и бескорыстие
- доверие
- общность интересов и увлечений
- (ЦОЕ) ценностное ориентационное единство
- поддержка
- общение.

И. С. Кон считал, что дружба отличается от сексуальных и любовно-эротических чувств по характеру своей мотивации.

## Клише
Клише, связанные с понятием «дружба»:
- «Настоящая, верная, мужская дружба» (это понятие легло в основу многих литературных произведений), в основе которой лежат доверие и самопожертвование. В противовес этому поверхностные, неглубокие и не связанные обязательствами отношения считаются «ненастоящей дружбой». Дружба между мужчинами противопоставляется отношениям между женщинами — при этом мужчины зачастую считают, что между женщинами дружба невозможна.
- Противопоставление «дружбы» и «любви».
- Возможность или невозможность дружбы между мужчиной и женщиной. По данным различных статистических исследований[30][неавторитетный источник], около 65—70 процентов людей считают дружбу между мужчиной и женщиной возможной (при этом около 90 % людей отвечают на вопрос о возможности такой дружбы на основании личного опыта). По мере взросления мужчины в среднем склонны всё менее и менее верить в межполовую дружбу, а женщины, наоборот, всё более и более[30][неавторитетный источник].
- BFF (англ. best friend forever «лучшие друзья навеки») — появившаяся в последнее время в сетевом жаргоне устойчивая аббревиатура, быстро ставшая интернациональной и популярной.

## Отсутствие дружбы
Я… желал бы иметь хорошего друга гораздо больше, чем самого лучшего в мире перепела или же петуха либо, клянусь Зевсом, коня или собаку…
Многие люди страдают из-за отсутствия друга или дружбы с кем-либо вообще. На этой почве могут возникнуть фобии, отягощаемые разочарованиями от суррогатной дружбы, поддерживаемой человеком из-за чувства одиночества.

## Праздники
27 апреля 2011 года на своей 65-й сессии резолюцией 65/275 Генеральная Ассамблея ООН объявила 30 июля Международным днём дружбы, предложив международным, государственным и региональным организациям отмечать этот день в соответствии с культурными традициями.
В честь дружбы назван астероид (367) Амицития, открытый в 1893 году.